# Шамс, Исмаил
Исмаил Шамс (азерб. İsmayıl Şəms; 1912, Тебриз — 2008, Баку) — азербайджанский литературовед, востоковед, переводчик, участник движения «21 Азер».
По его инициативе в 1941 году в Тебризе было создано «Общество Азербайджан». Во времена Азербайджанского Национального Правительства он был членом Верховного суда, конфискацио́нной комиссии и комиссии, созданной для написания Конституции Демократической Республики Азербайджан. Он был главным редактором газеты «Азербайджан» — официального органа Национального Правительства, а также газеты «Азад Миллат» — официального издания Милли Меджлиса.
После распада Демократической Республики Азербайджан он эмиги́ровал. После прибытия в Баку работал редактором отдела художественной литературы в издательстве «Азернешр», а также заведующим кафедрой арабского языка факультета востоковедения Бакинского государственного университета.

## Жизнь

### Первые годы
Исмаил Мирза Гасым оглы родился в 1912 году в городе Тебриз. Начальное образование он получил в школе «Тамаддун» в Тебризе, среднее — в школе «Фирдоуси». Затем поступил на юридический факультет Тегеранского университета. После окончания университета работал главным инспектором в Тегеранском таможенном управлении. Через три месяца был уволен за отказ брать взятки. Позже был призван на военную службу. После окончания службы в 1939 году переехал в Тебриз, где начал работать юристом.
В октябре 1941 года по инициативе Исмаила Шамса в Тебризе было создано «Общество Азербайджан». Среди основателей также были Хаджи Али Шабустари, Али Машинчи, Хилал Насири, Садик Падеган и другие. По решению членов общества, Мырза Али Шебустери был избран председателем, а Исмаил Шамс — его заместителем. 1 ноября 1941 года началась печать официального органа общества — газеты «Азербайджан». Редакторами газеты были Мырза Али Шебустери и Исмаил Шамс. Газета выходила на двух языках — персидском и азербайджанском. В одном из номеров газеты было указано, что цель общества заключается в достижении социальной и национальной свободы. Впервые в газете «Азербайджан» подняли вопрос о предоставлении автономии Азербайджану и о переименовании улицы «Пехлеви» в Тебризе в улицу «Саттар хана». Члены общества требовали конституционной системы правления, создания провинциального совета, предусмотренного конституцией, избрания представителей в Национальный меджлис народом, строительства новых промышленных объектов в Азербайджане, организации образования на азербайджанском языке на всех уровнях и издания книг на азербайджанском языке.
По инициативе Общества Азербайджан была организована ночь памяти лидеров Конституционной революции — Саттар хана и Багир-хана. В ходе этой ночи было решено присвоить проспекту имя "Саттар хан"а проспекту «Пехлеви» в Тебризе, и вскоре это решение было осуществлено членами общества. Также по инициативе общества был организован театральный коллектив.
В последующие месяцы члены общества были приглашены к сотрудничеству советским политическим и военным руководством с целью пропаганды советского режима. Однако они отказались принять это предложение. Позже представитель партии Туде Рза Руста прибыл в Тебриз и встретился с Мирзой Али Шабустари, Исмаилом Шамсом и Садыком Падеганом. На этом собрании он предложил распустить общество и сформировать из его членов партийную организацию Туде в Тебризе. Мирза Али Шабустари и Исмаил Шамс отклонили это предложение.
Так как деятельность общества вызывала обеспокоенность центрального правительства, в 1942 году распространение и чтение газеты «Азербайджан» в Тегеране было запрещено. В том же году губернатор Третьей провинции Халиль Фахими выступил со специальным заявлением против общества под названием «Обращение к народу». В апреле 1942 года представители иранского правительства запретили деятельность общества и газеты «Азербайджан». Через неделю активные члены общества — Исмаил Шамс, Хаджи Али Шабустари, Мир Мехди Этимад и Мохаммад Бирия — были насильственно увезены советскими военными в Баку. Здесь он работал секретарем, отве́тственным за зарубежные программы в Азербайджанском радиокомитете, а также диктором радиопередач, транслируемых на азербайджанском языке для Ирана. Хотя ему предлагали гражданство Советского Союза, он отказался. Он смог вернуться в Тебриз в январе 1943 года. Однако из-за преследований со стороны шахского режима он был вынужден скрываться сначала в Тебризе, а затем в Тегеране.

### Во времена ДРА
После создания Демократической партии Азербайджана 3 сентября 1945 года Хаджи Али Шабустари пригласил его в Тебриз. Он был избран членом Центрального комитета партии. 12 декабря 1945 года было образовано Демократическая Республика Азербайджан. После этого Исмаил Шамс стал членом Верховного суда Азербайджана и комиссии по конфискации. На состоявшемся в январе 1946 года пленуме Центрального Комитета Азербайджанской Демократической Партии Гасан Нонехал, Миргасым Чешмазер и Исмаил Шамс были избраны членами Центральной Ревизионной Комиссии партии. 15 января 1946 года была создана комиссия из 15 человек для написания Конституции Национального правительства Азербайджана. В эту комиссию также вошёл Исмаил Шамс. Он был редактором газеты «Азербайджан», официального органа Национального Правительства Азербайджана, с 247 по 293 выпуски. Позже он стал редактором газеты «Азад Миллет», официального органа Милли Меджлиса.
Летом 1946 года он был одним из трёх представителей из Азербайджана, принявших участие в первом съезде писателей Ирана, проходившем в Тегеране.
5 декабря 1946 года шахские войска, наступавшие на Мияне, были остановлены федаинами под руководством Гулама Яхьи. Жители различных регионов Азербайджана обращались к Национальному правительству с просьбой о вооружении и борьбе против шахских войск. После этого под руководством Мир Джафар Пишевари был создан Комитет обороны. Первой задачей комитета стало объявление военного положения в Тебризе и создание добровольческих отрядов «Бабек». В первый этап в эти отряды вступило 600 человек. После этого Пишевари вновь обратился к Советскому Союзу за военной поддержкой. Однако этот запрос остался без ответа.
11 декабря 1946 года Азербайджанский провинциальный совет принял решение о том, чтобы предотвратить кровопролитие, и указал Кызылбашской Народной Армии и федаев не оказывать сопротивления войскам шаха и покинуть поле боя. С того дня, банды феодалов, а также жандармы в гражданской одежде начали совершать массовые убийства в крупных городах, еще до того, как туда вошла иранская армия. Тегеранское радио называло их «иранскими патриотами». Их основной целью было уничтожение демократов и обеспечение входа шахских войск в города. Тебриз и другие города Азербайджана подверглись грабежам и массовым убийствам. Азербайджанская Демократическая Республика пало. Тысячи людей были арестованы. В ходе массовых убийств были убиты члены АДФ, федаины, а также известные поэты Али Фитрат, Сади Юзбанди и Мухаммедбагир Никнам. 14 декабря 1946 года поддерживаемая США и Великобританией иранская армия вошла в Тебриз. После этого резня и грабежи продолжались.

### После распада ДРА
После распада Демократическая Республика Азербайджана Исмаил Шамс в течение одного года скрывался в Тебризе, а затем шесть месяцев — в Тегеране. Из-за преследований в 1948 году он тайно пересёк границу и перешёл на территорию Туркменской ССР. Там он был арестован и отправлен в Ашхабад. В течение двух лет находился в тюрьме в Ашхабаде, где подвергался пыткам. Позже он был перевезён в город Мары. За незаконное пересечение границы его сначала сослали в Тайшет, а затем в город Братск. Проведя там несколько месяцев, он был направлен в Таджикистан. В Таджикистане он работал переводчиком в Государственном издательстве и Радиокомитете, а также преподавал персидский язык в Таджикском государственном университете. После смерти Сталина в 1954 году он вернулся в Баку. В 1954—1960 годах работал редактором отдела художественной литературы в издательстве «Азернешр». В 1956 году стал членом Союза писателей Азербайджана. В 1960 году был приглашён на работу в Азербайджанский государственный университет в качестве преподавателя арабского языка. Также занимался переводческой деятельностью. Он перевёл на азербайджанский язык Антологию узбекской литературы, произведение венгерского писателя Мора Йокая «Жёлтая роза», одиннадцатый том сочинений Максима Горького, «Гулистан» персидского поэта Саади Ширази, Персидские письма в четвёртом томе сочинений Гусейна Джавида, а также книгу Мохаммада Али Тарбиата «Данишмендане Азербайджан» (Выдающиеся учёные и деятели искусства Азербайджана). В 1989—1991 годах он возглавлял кафедру арабского языка факультета востоковедения Бакинского государственного университета.
Он был награжден медалью «Ветеран труда». Он был одним из членов группы «21 Азер», которая была основана в 1998 году. В 2008 году он скончался в Баку.

## Семья
Прадед Исмаила Шамса, Кербелайи Агакиши, был поэтом и родился в городе Шуша. Его сын Мирза Наджафгулу переехал в Тебриз для получения религиозного образования и стал муджтахидом. Позже, после того как его брат Мирза Хасан был убит Насреддин-шахом Каджаром, он вместе с матерью вернулся в Шушу. Сын Мирзы Наджафгулу — Мирза Касым — получил образование в Шуше и стал зубным врачом. В 1905 году, из-за вспышки холеры в Карабахе, семья переехала в Тебриз. Отец Исмаила Шамса, Мирза Касым, начал работать стоматологом в районе Хийабан города Тебриз. Позже он присоединился к Конституционному движению.